# Quỷ gặt lúa

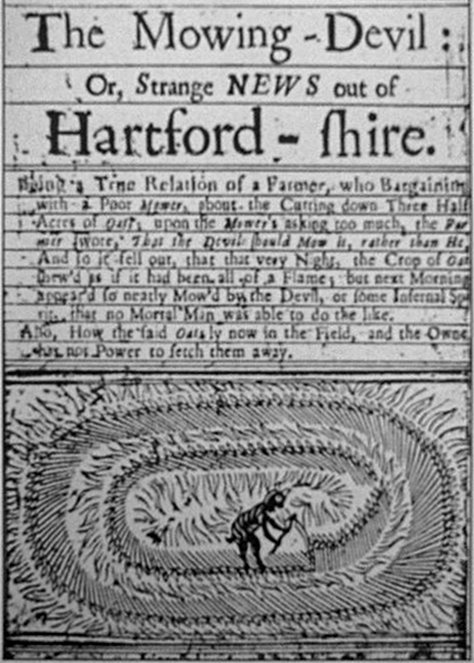
Cuốn sách nhỏ The Mowing Devil.

The Mowing-Devil: or, Strange News out of Hartford-shire (tạm dịch: Quỷ gặt lúa: hay những tin tức lạ lùng từ Hartford-shire) là một cuốn sách nhỏ tiếng Anh in bằng bản khắc gỗ được xuất bản năm 1678. Nội dung kể về một người nông dân ở Hertfordshire đã từ chối trả mức giá tiền mà kẻ làm công đòi để gặt lúa nhà anh ta. Thay vào đó, gã thề rằng quỷ sẽ tới gặt chỗ lúa này.
Theo cuốn sách nhỏ ghi chép thì vào đêm đó cánh đồng của anh ta dường như chìm trong biển lửa. Sáng hôm sau, cánh đồng được tìm thấy hoàn toàn bị cắt xén, "rằng không có người phàm nào có thể làm như vậy".
Tác phẩm này, và hình minh họa kèm theo, thường được các nhà nghiên cứu vòng tròn đồng ruộng trích dẫn là một trong những trường hợp đầu tiên được ghi nhận về vòng tròn đồng ruộng. Nhà nghiên cứu vòng tròn đồng ruộng Jim Schnabel không coi đó là tiền lệ lịch sử vì nó mô tả thân cây bị cắt gọn, trong khi vòng tròn đồng ruộng hiện đại liên quan đến ngô bị uốn cong.

## Nội dung

### Nguyên văn
The Mowing-Devil: Or, Strange NEWS out of Hartford-ſhire.
Being a True Relation of a Farmer, who Bargaining with a poor Mower, about the Cutting down Three Half Acres of Oats upon the Mower’s asking too much, the Farmer ſwore, ‘That the Devil ſhould Mow it, rather than He.’ And lo it fell out, that that very Night, the Crop of Oats ſhew’d as if it had been all of a Flame, but next Morning appear’d ſo neatly Mow’d by the Devil, or ſome Infernal Spirit, that no Mortal Man was able to do the like. Alſo, How the ſaid Oats ly now in the Field, and the Owner has not Power to fetch them away.

### Bản dịch
Quỷ Gặt Lúa: Hay, những Tin Tức Lạ lùng từ Hartford-ſhire.
Đây là một Mối Quan Hệ Có Thật của một Gã Nông Dân, hắn ta đang Thương Lượng với một Kẻ Gặt Lúa nghèo nàn, về việc Gặt 3/2 mẫu Yến Mạch khi Kẻ Gặt Lúa đòi hỏi quá nhiều, Gã Nông Dân bèn thề rằng, ‘Thà để Quỷ tới gặt, còn hơn là cho Mày.’ Và vụ việc xảy ra đúng như vậy, chính Đêm đó, vụ Thu Hoạch Yến Mạch cứ như thể tất cả đều do một Ngọn Lửa tạo nên, nhưng vào Sáng hôm sau sẽ hiện lên một cách gọn gàng bởi con Quỷ, hay Ngọn Lửa từ Linh Hồn Địa Ngục, không có kẻ Phàm Phu Tục Tử nào làm được như thế cả. Đồng thời, Làm thế nào mà Yến Mạch bỗng dưng đổ rạp xuống ngay trên Cánh Đồng và Chủ Nhân không có đủ Sức lấy chúng đi.